# 原臺南高等工業學校校長宿舍

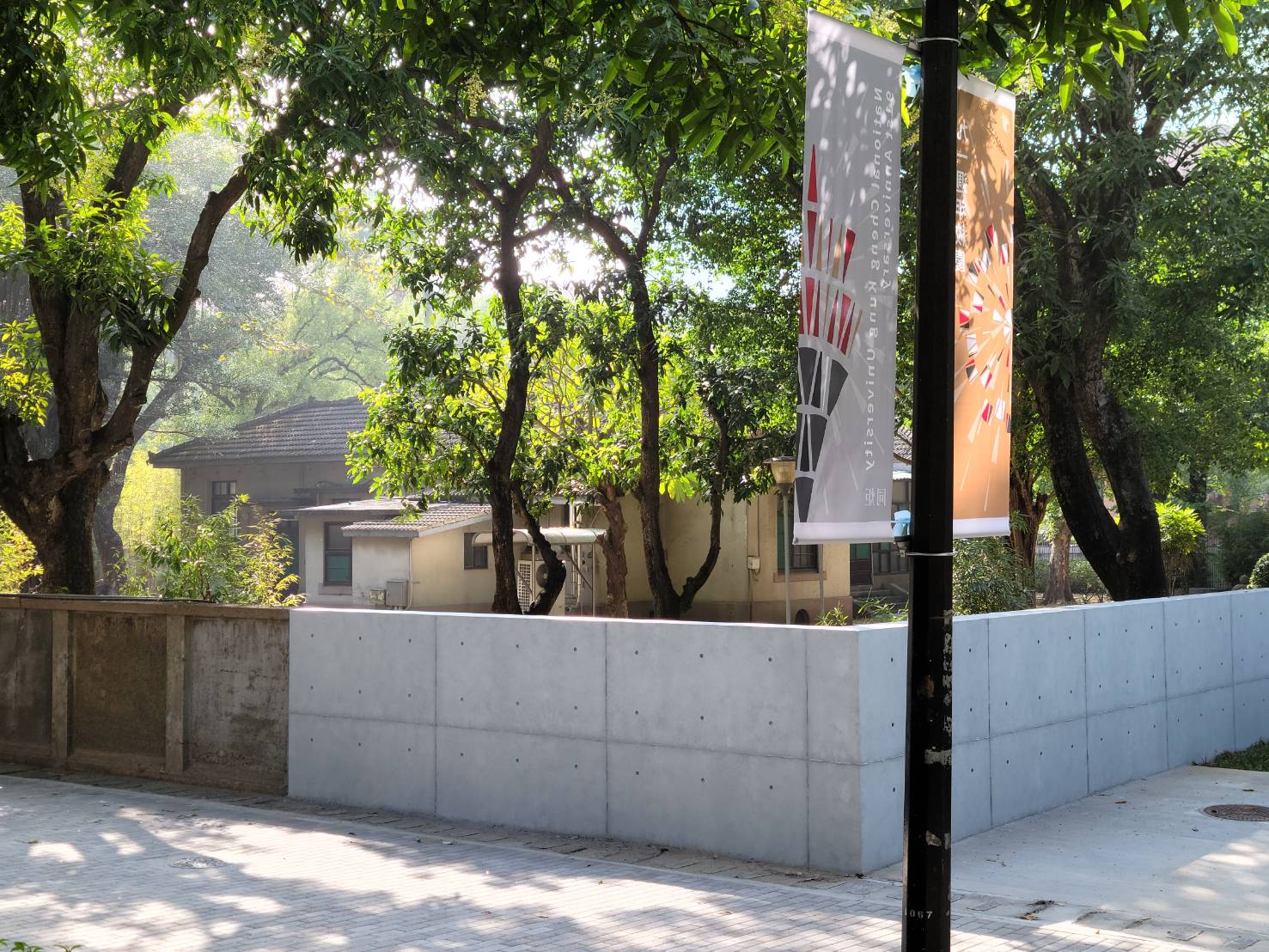
成功大學校長官舍-側面

原臺南高等工業學校校長宿舍，又稱「新園招待所」、「新園」，是一棟位於國立成功大學成功校區的日式建築，建造於1933年。日治時期為校長居住的官邸，後作為歷任校長的宿舍與貴賓招待所使用。現成功大學結合原成功大學幼稚園等建築成「大新園」，發展藝文活動。

## 歷史沿革

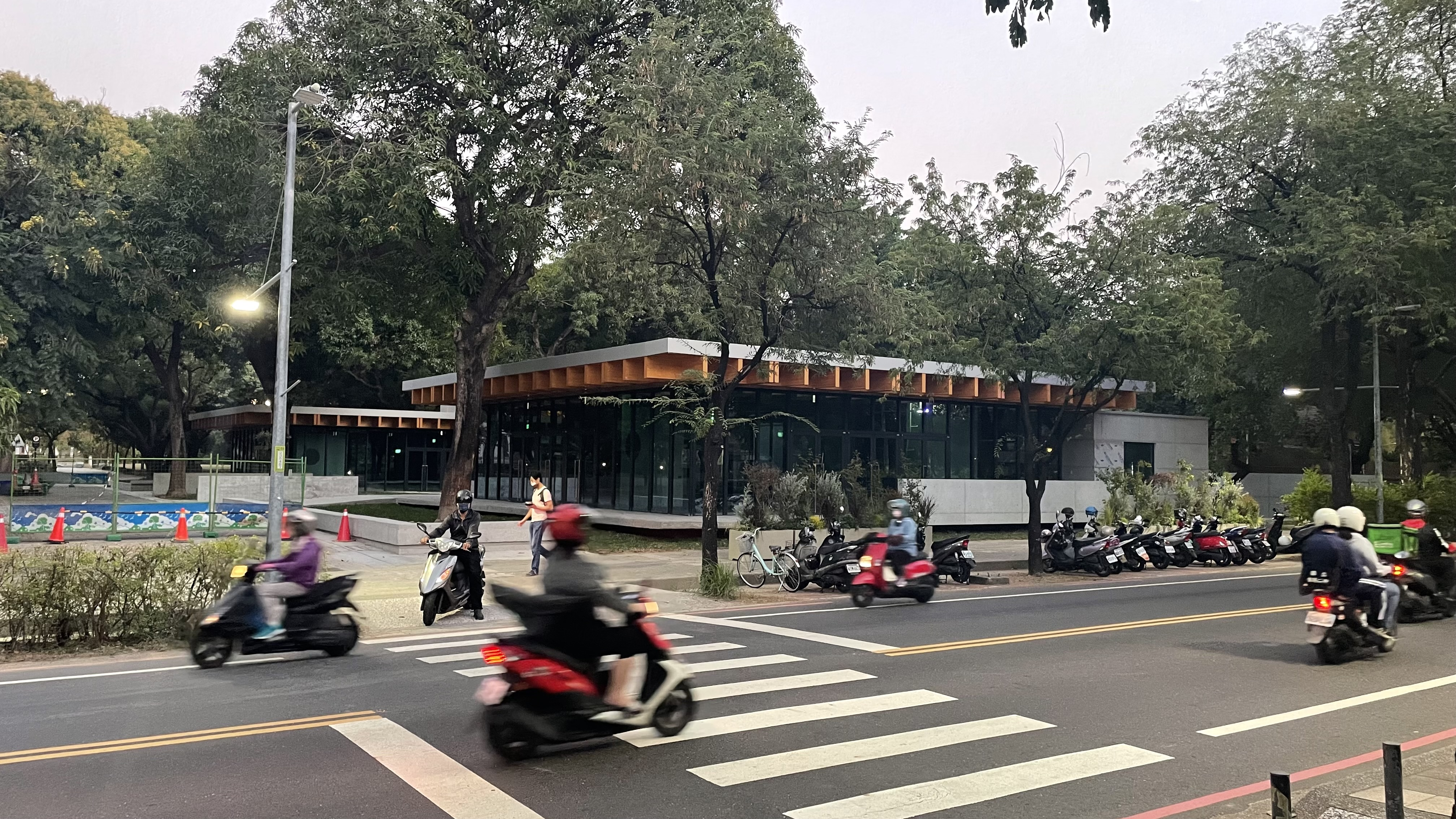
傍晚的大新園

原臺南高等工業學校校長宿舍和自籌經費建造的學生宿舍不同，是臺南高等工業學校官舍群中由台灣總督府出資興建的三棟建築物之一。作為1930年代臺南高等工業學校創校計畫的一部分，與臺南高等工業學校校舍群為同一時期建造的建築物。
日治時期的在臺文官官舍可分為高等官官舍、判任官官舍兩類。依職員階級分配，校長宿舍為高一種官舍，屬於高等官官舍之一，剩餘二棟分別為高三種官舍與高四種官舍，戰後更名為原成功大學幼兒園。
高一種官舍是為了提供具備高等官一、二等級的文官入住而設立。由於臺南高等工業學校校長與臺南州知事的同為高二等文官，因此學者蔡侑樺認為可由此推知具有居住高一種官舍資格的人數稀少，現存的高一種官舍並不多，可凸顯校長宿舍的價值。:49-50
官舍規模受1922年訂定的「臺灣總督府官舍建築標準」規範。依照規定，高一種官舍興建面積以100坪為限，臺南高等工業學校校長宿舍實際佔地為88.6坪。學者蔡侑樺推測臺南高等工業學校校長宿舍面積未達最大規模的限制，是為了彌補創校初期的資金缺口，所以將坪數挪用至高三種、高四種官舍的面積，用來解決待入住教職員過多的問題。:50
戰後，校長宿舍維持原來用途，作為歷任校長的官邸與私人招待所之用，陸續更名為新園招待所、新園等。數十年間偶有搶匪入室搶劫事件發生，如2008年賴明詔在職期間有竊賊登門行竊等。近年來，成功大學將校長宿舍與拆除幼兒園後興建的兩棟現代建築結合成「大新園」，希望串連光復校區的歷史文物館、藝術中心等機構，發展藝文活動。

## 建築特色
臺南高等工業學校校長官舍的屋身採鋼筋混凝土建造，建築的牆面則以灰漿粉刷，並於屋頂鋪設水泥瓦。建築本身融合了現代建築的形式與日本文化的元素，如建築的主體、屋頂的瓦片、庭園中的水池與石燈籠，為典型的日治時期建築。
在官舍的內部空間機能上，書齋與待客室的出現反映了日本建築在明治之後接納歐美18至20世紀空間配置的觀念，但在塌塌米空間、木柱、拉門等仍能看到傳統觀念的保留。在空間佈局上，校長官舍有著因地制宜的特色，如為使寢室陰涼將其設置在東北側、將廚房設置在東南側以避免日照直射。這些方位在日本傳統的家相學上皆屬於較為忌諱之地，總督府的營建技師為因應台灣特別的氣候因素而作出建築佈局改動。